# Ruben Aguilar
Ruben Aguilar (Grenoble, 26 april 1993) is een Frans voetballer die doorgaans speelt als rechtsback. In september 2023 verruilde hij AS Monaco voor RC Lens. Aguilar maakte in 2020 zijn debuut in het Frans voetbalelftal.

## Clubcarrière
Aguilar speelde in de jeugdopleiding van Saint-Étienne en kwam in 2013 terecht bij Grenoble Foot. Voor die club speelde hij één seizoen in de Championnat National, waarna Auxerre hem oppikte. Bij die club ging hij in de Ligue 2 spelen. In die competitie speelde hij in drie seizoenen eenenzestig wedstrijden, telkens als basisspeler. Zijn spel leverde Aguilar in de zomer van 2017 een transfervrije overstap op naar Montpellier, in de Ligue 1. Bij zijn nieuwe club zette hij zijn handtekening onder een verbintenis voor de duur van drie seizoenen. Zijn debuut maakte hij direct in de eerste speelronde, op 12 augustus 2017, toen door een benutte strafschop van Jimmy Durmaz met 1–0 verloren van Toulouse.
Aguilar stapte in de zomer van 2019 over naar AS Monaco, dat een bedrag van circa acht miljoen euro betaalde en hem een contract voor vijf seizoenen voorschotelde. Na vier seizoenen bij Monaco verkaste de vleugelverdediger voor circa drieënhalf miljoen naar RC Lens, de nummer twee van het vorige seizoen. Bij zijn nieuwe club tekende Aguilar voor drie jaar. Zijn contract werd in mei 2025 opengebroken en met twee seizoenen verlengd tot medio 2028.

## Clubstatistieken
| Seizoen | Club          | Competitie           | Competitie | Competitie | Beker | Beker | Internationaal | Internationaal | Totaal | Totaal |
| Seizoen | Club          | Competitie           | Wed.       | Dlp.       | Wed.  | Dlp.  | Wed.           | Dlp.           | Wed.   | Dlp.   |
| ------- | ------------- | -------------------- | ---------- | ---------- | ----- | ----- | -------------- | -------------- | ------ | ------ |
| 2013/14 | Grenoble Foot | Championnat National | 16         | 0          | 0     | 0     | —              | —              | 16     | 0      |
| 2014/15 | Auxerre       | Ligue 2              | 29         | 0          | 9     | 0     | —              | —              | 38     | 0      |
| 2015/16 | Auxerre       | Ligue 2              | 22         | 0          | 0     | 0     | —              | —              | 22     | 0      |
| 2016/17 | Auxerre       | Ligue 2              | 30         | 0          | 5     | 1     | —              | —              | 35     | 1      |
| 2017/18 | Montpellier   | Ligue 1              | 31         | 0          | 7     | 0     | —              | —              | 38     | 0      |
| 2018/19 | Montpellier   | Ligue 1              | 29         | 1          | 1     | 0     | —              | —              | 30     | 1      |
| 2019/20 | AS Monaco     | Ligue 1              | 19         | 0          | 0     | 0     | —              | —              | 19     | 0      |
| 2020/21 | AS Monaco     | Ligue 1              | 33         | 1          | 5     | 1     | —              | —              | 38     | 2      |
| 2021/22 | AS Monaco     | Ligue 1              | 28         | 0          | 3     | 0     | 8              | 0              | 39     | 0      |
| 2022/23 | AS Monaco     | Ligue 1              | 20         | 0          | 1     | 0     | 2              | 0              | 23     | 0      |
| 2023/24 | RC Lens       | Ligue 1              | 25         | 1          | 1     | 0     | 4              | 0              | 30     | 1      |
| 2024/25 | RC Lens       | Ligue 1              | 16         | 1          | 0     | 0     | 0              | 0              | 16     | 1      |
| Totaal  | Totaal        | Totaal               | 298        | 4          | 32    | 2     | 14             | 0              | 344    | 6      |

Bijgewerkt op 26 mei 2025.

## Interlandcarrière
Aguilar maakte zijn debuut in het Frans voetbalelftal op 11 november 2020, toen met 0–2 verloren werd van Finland door doelpunten van Marcus Forss en Onni Valakari. Aguilar moest van bondscoach Didier Deschamps beginnen op de reservebank en negentien minuten voor het einde van de wedstrijd mocht hij invallen voor Léo Dubois. De andere debutant dit duel was Marcus Thuram (Borussia Mönchengladbach).
| Interlands van Ruben Aguilar voor Frankrijk | Interlands van Ruben Aguilar voor Frankrijk | Interlands van Ruben Aguilar voor Frankrijk | Interlands van Ruben Aguilar voor Frankrijk | Interlands van Ruben Aguilar voor Frankrijk | Interlands van Ruben Aguilar voor Frankrijk | Interlands van Ruben Aguilar voor Frankrijk |
| №                                           | Datum                                       | Wedstrijd                                   | Uitslag                                     | Competitie                                  | Goals                                       |                                             |
| Als speler bij AS Monaco                    | Als speler bij AS Monaco                    | Als speler bij AS Monaco                    | Als speler bij AS Monaco                    | Als speler bij AS Monaco                    | Als speler bij AS Monaco                    | Als speler bij AS Monaco                    |
| ------------------------------------------- | ------------------------------------------- | ------------------------------------------- | ------------------------------------------- | ------------------------------------------- | ------------------------------------------- | ------------------------------------------- |
| 1                                           | 11 november 2020                            | Frankrijk – Finland                         | 0 – 2                                       | Vriendschappelijk                           |                                             |                                             |

Bijgewerkt op 26 mei 2025.